# Natatolana gracilis
Natatolana gracilis är en kräftdjursart som först beskrevs av Hansen 1890.  Natatolana gracilis ingår i släktet Natatolana och familjen Cirolanidae. Inga underarter finns listade i Catalogue of Life.